# فرد شاندلير
فرد شاندلير (بالإنجليزية: Fred Chandler)‏ (2 أغسطس 1912 في المملكة المتحدة - 1 سبتمبر 2005) هو لاعب كرة قدم بريطاني (وحمل سابقاً جنسية المملكة المتحدة لبريطانيا العظمى وأيرلندا) في مركز مهاجم داخلي. لعب مع سويندون تاون ونادي بلاكبول ونادي بورتسموث ونادي ريدنغ ونادي كرو ألكساندرا وNewport (IOW) F.C. ‏.